# Tabel van optredens van personages uit Teenage Mutant Ninja Turtles
Deze tabel toont een overzicht van alle personages die een rol speelden in een van de incarnaties van de Teenage Mutant Ninja Turtles.
Tevens toont de tabel in welke van de incarnaties ze meededen.
| Character                  | E&L's TMNT | Vol. 3 (Image) | eerste animatieserie | Adventures | NT: TNM | tweede animatieserie | Films | Videospellen |
| -------------------------- | ---------- | -------------- | -------------------- | ---------- | ------- | -------------------- | ----- | ------------ |
| Ace Duck                   | nee        | nee            | ja                   | ja         | nee     | nee                  | nee   | nee          |
| Adversary                  | ja         | nee            | nee                  | nee        | nee     | nee                  | nee   | nee          |
| Ancient One                | nee        | nee            | nee                  | nee        | nee     | ja                   | nee   | nee          |
| Angel                      | nee        | nee            | nee                  | nee        | nee     | ja                   | nee   | nee          |
| Aquila (general)           | nee        | nee            | nee                  | nee        | nee     | nee                  | ja    | ja           |
| Armaggon                   | nee        | nee            | nee                  | ja         | nee     | nee                  | nee   | ja           |
| Aska                       | nee        | nee            | nee                  | nee        | nee     | nee                  | nee   | ja           |
| Bebop                      | nee        | nee            | ja                   | ja         | nee     | nee                  | nee   | ja           |
| Biggles (constable)        | nee        | nee            | nee                  | nee        | nee     | ja                   | nee   | nee          |
| Bishop, John (agent)       | nee        | nee            | nee                  | nee        | nee     | ja                   | nee   | ja           |
| Blanque (general)          | ja         | nee            | nee                  | nee        | nee     | ja                   | nee   | ja           |
| Bloodsucker                | ja         | nee            | nee                  | nee        | nee     | nee                  | nee   | nee          |
| Blossom, Lotus             | nee        | nee            | ja                   | nee        | nee     | nee                  | nee   | nee          |
| Bonesteel, Simon           | nee        | nee            | nee                  | nee        | ja      | nee                  | nee   | nee          |
| Braunzel, Louis            | ja         | nee            | nee                  | nee        | nee     | nee                  | nee   | nee          |
| Carter                     | nee        | nee            | ja                   | nee        | nee     | nee                  | nee   | nee          |
| Dr. Chaplin                | nee        | nee            | nee                  | nee        | nee     | ja                   | nee   | nee          |
| Cheng                      | nee        | ja             | nee                  | nee        | nee     | nee                  | nee   | nee          |
| Chote                      | ja         | nee            | nee                  | nee        | nee     | nee                  | nee   | nee          |
| Complete Carnage           | ja         | nee            | nee                  | nee        | nee     | nee                  | nee   | nee          |
| DeathWatch                 | nee        | ja             | nee                  | nee        | nee     | nee                  | nee   | nee          |
| Donatello                  | ja         | ja             | ja                   | ja         | ja      | ja                   | ja    | ja           |
| Dragon Face                | nee        | nee            | nee                  | nee        | nee     | ja                   | nee   | nee          |
| Dragonlord                 | nee        | nee            | nee                  | nee        | ja      | nee                  | nee   | nee          |
| Drako                      | nee        | nee            | nee                  | nee        | nee     | ja                   | nee   | ja           |
| Dregg (Lord)               | nee        | nee            | ja                   | nee        | nee     | nee                  | nee   | nee          |
| Dun, Darius                | nee        | nee            | nee                  | nee        | nee     | ja                   | nee   | nee          |
| Fenwick, Vernon            | nee        | nee            | ja                   | ja         | nee     | nee                  | nee   | nee          |
| Fine, Candy                | nee        | nee            | nee                  | ja         | nee     | nee                  | nee   | nee          |
| Finn, Abigail              | nee        | nee            | nee                  | nee        | nee     | ja                   | nee   | nee          |
| Garbageman                 | nee        | nee            | nee                  | nee        | nee     | ja                   | nee   | nee          |
| Gauntlet                   | nee        | nee            | nee                  | nee        | nee     | ja                   | nee   | nee          |
| Gato (general)             | nee        | nee            | nee                  | nee        | nee     | nee                  | ja    | ja           |
| Glurin                     | ja         | nee            | nee                  | nee        | nee     | nee                  | nee   | nee          |
| Go (Mr.)                   | nee        | nee            | nee                  | nee        | nee     | ja                   | nee   | ja           |
| Granitor                   | nee        | nee            | ja                   | nee        | nee     | nee                  | nee   | ja           |
| Honeycutt (professor)      | ja         | nee            | nee                  | nee        | nee     | ja                   | nee   | ja           |
| Hamato Yoshi               | ja         | nee            | ja                   | ja         | nee     | ja                   | ja    | ja           |
| Hambrath, Starlee          | nee        | nee            | nee                  | nee        | nee     | ja                   | nee   | nee          |
| Hun                        | nee        | nee            | nee                  | nee        | nee     | ja                   | nee   | ja           |
| Jammerhead                 | nee        | nee            | nee                  | nee        | nee     | ja                   | nee   | nee          |
| Jhanna                     | ja         | nee            | nee                  | nee        | nee     | ja                   | nee   | nee          |
| Jones, Casey               | ja         | ja             | ja                   | nee        | nee     | ja                   | ja    | ja           |
| Jones, Cody                | nee        | nee            | nee                  | nee        | nee     | ja                   | nee   | nee          |
| Jones, Sid                 | ja         | nee            | nee                  | nee        | nee     | ja                   | nee   | nee          |
| Jones, Shadow              | ja         | ja             | nee                  | nee        | nee     | nee                  | nee   | nee          |
| Karai                      | ja         | ja             | nee                  | nee        | nee     | ja                   | ja    | ja           |
| Keno                       | nee        | nee            | nee                  | nee        | nee     | nee                  | ja    | nee          |
| Kenshin                    | nee        | nee            | nee                  | nee        | nee     | nee                  | ja    | nee          |
| King Komodo                | nee        | ja             | nee                  | nee        | nee     | nee                  | nee   | nee          |
| King of Thieves            | ja         | nee            | nee                  | nee        | nee     | ja                   | nee   | nee          |
| Kluh                       | nee        | nee            | nee                  | nee        | nee     | ja                   | nee   | nee          |
| Klunk                      | ja         | ja             | nee                  | nee        | nee     | ja                   | nee   | nee          |
| Go-Komodo (warlord)        | nee        | ja             | nee                  | nee        | nee     | nee                  | nee   | nee          |
| Korobon                    | ja         | nee            | nee                  | nee        | nee     | nee                  | nee   | nee          |
| Krang                      | nee        | nee            | ja                   | ja         | nee     | nee                  | nee   | ja           |
| Langinstein, Irma          | nee        | nee            | ja                   | nee        | nee     | nee                  | nee   | nee          |
| Leatherhead (TMNT)         | ja         | ja             | ja                   | ja         | nee     | ja                   | nee   | ja           |
| Leonardo (TMNT)            | ja         | ja             | ja                   | ja         | ja      | ja                   | ja    | ja           |
| Mamishi, Oyuki             | nee        | nee            | nee                  | ja         | nee     | nee                  | nee   | nee          |
| Manley, Chester "Chet"     | ja         | nee            | ja                   | ja         | nee     | ja                   | ja    | nee          |
| Mashimi, Yukio             | nee        | nee            | nee                  | nee        | nee     | ja                   | nee   | nee          |
| Mephos                     | nee        | nee            | nee                  | nee        | nee     | ja                   | nee   | nee          |
| Merdude                    | nee        | nee            | nee                  | ja         | nee     | nee                  | nee   | nee          |
| Metalhead                  | ja         | nee            | nee                  | nee        | nee     | ja                   | nee   | nee          |
| Michelangelo (TMNT)        | ja         | ja             | ja                   | ja         | ja      | ja                   | ja    | ja           |
| Mitsu                      | nee        | nee            | nee                  | nee        | nee     | nee                  | ja    | nee          |
| Mona Lisa                  | nee        | nee            | ja                   | nee        | nee     | nee                  | nee   | nee          |
| Mondo Gecko                | nee        | nee            | ja                   | ja         | nee     | nee                  | nee   | nee          |
| Mono (general)             | nee        | nee            | nee                  | nee        | nee     | nee                  | ja    | ja           |
| Moriah                     | ja         | nee            | nee                  | nee        | nee     | ja                   | nee   | nee          |
| Mortu                      | nee        | nee            | nee                  | nee        | nee     | ja                   | nee   | ja           |
| MotorHead                  | nee        | nee            | nee                  | ja         | nee     | nee                  | nee   | nee          |
| Mozar (commander)          | ja         | nee            | nee                  | nee        | nee     | ja                   | nee   | ja           |
| Mung                       | nee        | nee            | ja                   | nee        | nee     | nee                  | nee   | nee          |
| Nano                       | nee        | nee            | nee                  | nee        | nee     | ja                   | nee   | ja           |
| Ninjara                    | nee        | nee            | nee                  | ja         | nee     | nee                  | nee   | nee          |
| Nobody                     | ja         | nee            | nee                  | nee        | nee     | ja                   | nee   | nee          |
| Norinaga (lord)            | nee        | nee            | nee                  | nee        | nee     | nee                  | ja    | nee          |
| O'Neil, April              | ja         | ja             | ja                   | ja         | nee     | ja                   | ja    | ja           |
| O'Neil, August             | nee        | nee            | nee                  | nee        | nee     | ja                   | nee   | nee          |
| O'Neil, Robyn              | ja         | nee            | nee                  | nee        | nee     | ja                   | nee   | nee          |
| Obligado (professor)       | ja         | nee            | nee                  | nee        | nee     | nee                  | nee   | nee          |
| Oroku Nagi                 | ja         | nee            | nee                  | nee        | nee     | nee                  | nee   | nee          |
| Oroku Yoshi                | ja         | nee            | nee                  | nee        | nee     | nee                  | nee   | nee          |
| Pennington, Danny          | nee        | nee            | nee                  | nee        | nee     | nee                  | ja    | nee          |
| Perry, Jordon (professor)  | nee        | nee            | nee                  | nee        | nee     | nee                  | ja    | nee          |
| Pimiko                     | nee        | ja             | nee                  | nee        | nee     | nee                  | nee   | nee          |
| Puzorelli, Antoine         | nee        | ja             | nee                  | nee        | nee     | nee                  | nee   | nee          |
| Quease, Cornelius (doctor) | nee        | nee            | nee                  | nee        | ja      | nee                  | nee   | nee          |
| Radical                    | ja         | nee            | nee                  | nee        | nee     | nee                  | nee   | nee          |
| Rahzar                     | nee        | nee            | ja                   | nee        | nee     | nee                  | ja    | ja           |
| Raphael (TMNT)             | ja         | ja             | ja                   | ja         | ja      | ja                   | ja    | ja           |
| Raptarr                    | ja         | nee            | nee                  | nee        | nee     | ja                   | nee   | onbekend     |
| Rat King                   | ja         | nee            | ja                   | ja         | nee     | ja                   | nee   | ja           |
| Ray Fillet                 | nee        | nee            | ja                   | ja         | nee     | nee                  | nee   | ja           |
| Reneau, Joy                | nee        | nee            | nee                  | nee        | nee     | ja                   | nee   | nee          |
| Renet                      | ja         | nee            | nee                  | nee        | nee     | ja                   | nee   | nee          |
| Rocksteady                 | nee        | nee            | ja                   | ja         | nee     | nee                  | nee   | ja           |
| Savanti Juliet             | ja         | nee            | nee                  | nee        | nee     | nee                  | nee   | nee          |
| Savanti Romero             | ja         | nee            | nee                  | nee        | nee     | ja                   | nee   | nee          |
| Scratch                    | nee        | nee            | nee                  | ja         | nee     | nee                  | nee   | nee          |
| Scumbug                    | nee        | nee            | ja                   | ja         | nee     | nee                  | nee   | nee          |
| Serling                    | nee        | nee            | nee                  | nee        | nee     | ja                   | nee   | nee          |
| Serpiente (general)        | nee        | nee            | nee                  | nee        | nee     | nee                  | ja    | ja           |
| Shogun                     | nee        | nee            | nee                  | nee        | nee     | nee                  | nee   | ja           |
| Sh'Okanabo                 | nee        | nee            | nee                  | nee        | nee     | ja                   | nee   | nee          |
| Shredder                   | ja         | ja             | ja                   | ja         | ja      | ja                   | ja    | ja           |
| Silver                     | nee        | nee            | nee                  | nee        | ja      | nee                  | nee   | nee          |
| Silver Sentry              | nee        | nee            | nee                  | nee        | nee     | ja                   | nee   | nee          |
| Simultaneous (lord)        | ja         | nee            | nee                  | nee        | nee     | ja                   | nee   | nee          |
| Sisyphus                   | nee        | nee            | nee                  | nee        | nee     | nee                  | nee   | ja           |
| Slash                      | nee        | nee            | ja                   | ja         | nee     | nee                  | nee   | ja           |
| Slashuur                   | nee        | nee            | nee                  | nee        | nee     | nee                  | nee   | ja           |
| Splinter                   | ja         | ja             | ja                   | ja         | ja      | ja                   | ja    | ja           |
| Sterns (chief)             | nee        | nee            | nee                  | nee        | nee     | nee                  | ja    | nee          |
| Stockman, Barney           | nee        | nee            | ja                   | nee        | nee     | nee                  | nee   | nee          |
| Stockman, Baxter           | ja         | nee            | ja                   | ja         | nee     | ja                   | nee   | ja           |
| Tang Shen                  | ja         | nee            | nee                  | nee        | nee     | ja                   | ja    | nee          |
| Tatsu                      | nee        | nee            | nee                  | nee        | nee     | nee                  | ja    | ja           |
| Thompson, Burne            | nee        | nee            | ja                   | ja         | nee     | nee                  | nee   | nee          |
| Tora                       | nee        | nee            | nee                  | nee        | nee     | nee                  | nee   | ja           |
| Touch (Mr.)                | nee        | nee            | nee                  | nee        | nee     | ja                   | nee   | ja           |
| Tokka                      | nee        | nee            | ja                   | nee        | nee     | nee                  | ja    | ja           |
| Traag (general)            | nee        | nee            | ja                   | ja         | nee     | nee                  | nee   | ja           |
| Trap                       | nee        | nee            | ja                   | ja         | nee     | nee                  | nee   | ja           |
| Traximus                   | nee        | nee            | nee                  | nee        | nee     | ja                   | nee   | ja           |
| Triple Threat              | nee        | nee            | nee                  | nee        | nee     | ja                   | nee   | nee          |
| Turtle Titan II            | nee        | nee            | nee                  | nee        | nee     | ja                   | nee   | nee          |
| Ultimate Daimyo            | nee        | nee            | nee                  | nee        | nee     | ja                   | nee   | nee          |
| Ultimate Ninja             | nee        | nee            | nee                  | nee        | nee     | ja                   | nee   | ja           |
| Vam Mi                     | nee        | nee            | nee                  | nee        | ja      | nee                  | nee   | nee          |
| Venus de Milo              | nee        | nee            | nee                  | nee        | ja      | nee                  | nee   | nee          |
| Verminator-X               | nee        | nee            | nee                  | ja         | nee     | nee                  | nee   | nee          |
| Viral                      | nee        | nee            | nee                  | nee        | nee     | nee                  | ja    | nee          |
| Walker                     | nee        | nee            | nee                  | nee        | nee     | nee                  | ja    | nee          |
| Whit                       | nee        | nee            | nee                  | nee        | nee     | nee                  | ja    | nee          |
| Wick                       | nee        | nee            | nee                  | nee        | ja      | nee                  | nee   | nee          |
| Wingnut                    | nee        | nee            | ja                   | ja         | nee     | nee                  | nee   | ja           |
| Winters, Max               | nee        | nee            | nee                  | nee        | nee     | nee                  | ja    | nee          |
| War                        | nee        | nee            | ja                   | nee        | nee     | nee                  | nee   | ja           |
| Warrior Dragon             | nee        | nee            | nee                  | ja         | nee     | nee                  | nee   | nee          |
| Wyrm                       | nee        | nee            | nee                  | ja         | nee     | nee                  | nee   | nee          |
| X (Dr.)                    | nee        | ja             | nee                  | nee        | nee     | nee                  | nee   | nee          |
| Zach                       | nee        | nee            | ja                   | nee        | nee     | nee                  | nee   | nee          |
| Zanramon (Prime Leader)    | ja         | nee            | nee                  | nee        | nee     | ja                   | nee   | ja           |
| Zixx, Torbin               | nee        | nee            | nee                  | nee        | nee     | ja                   | nee   | nee          |
| Zippy Lad                  | ja         | nee            | nee                  | nee        | nee     | ja                   | nee   | nee          |
| Zog                        | ja         | nee            | nee                  | nee        | nee     | ja                   | nee   | ja           |